# Rudolf Hennig
Rudolf Hennig, né le 11 mars 1895 à Dantzig et tué le 11 octobre 1944 au camp de concentration d'Oranienbourg-Sachsenhausen, est un homme politique allemand.

## Biographie
Établi à Düsseldorf « depuis sa plus tendre enfance », il devient menuisier. Il adhère au Parti communiste d'Allemagne en 1920 et est élu conseiller municipal à Düsseldorf en 1924. En 1926 il est élu député au Parlement provincial de Rhénanie.
Aux élections législatives allemandes de 1930, il entre au Reichstag de la  république de Weimar comme député de Düsseldorf-ouest,. Il y est réélu aux élections anticipées de juillet 1932 et de novembre 1932,. Le 28 février 1933, le mandat parlementaire des députés communistes est annulé par décret par le gouvernement nazi, à la suite de l'incendie du Reichstag, et Rudolf Hennig perd donc son siège. Il est néanmoins réélu aux élections de mars 1933, qui se déroulent dans un climat de violences et d'intimidations orchestrées par les nazis, mais les députés communistes ne sont pas autorisés à siéger et le Parti communiste est interdit dès le 6 mars, le lendemain des élections,. Rudolf Hennig est arrêté par les nazis dès juin 1933, maintenu un an et demi en détention provisoire, puis le « tribunal populaire » (tribunal politique nazi) de Berlin le condamne à deux ans de prison,.
À l'issue de sa peine de prison, il n'est pas libéré mais interné au camp de concentration d'Esterwegen, puis à celui de Sachsenhausen. Il y est fusillé par les SS à l'âge de 49 ans, avec plus de vingt autres prisonniers dont les anciens députés Ernst Schneller et Mathias Thesen, et le lendemain de la mort de l'ancien député Paul Gerlach dans ce même camp,.
Il est l'un des anciens députés commémorés par le Mémorial en souvenir des 96 membres du Reichstag assassinés par les nazis, devant le palais du Reichstag.